# Semecarpus pulvinatus
Semecarpus pulvinatus är en sumakväxtart som beskrevs av K.M. Kochummen. Semecarpus pulvinatus ingår i släktet Semecarpus och familjen sumakväxter. Inga underarter finns listade i Catalogue of Life.